# عبد الله بن طاووس
عبد الله بن طاووس بن كيسان، أبو محمد اليماني. (- 132 هـ) محدث من صغار التابعين، قال معمر: كان من أعلم الناس بالعربية، وأحسنهم خلقا، ما رأينا ابن فقيه مثله. مات في سنة اثنتين وثلاثين ومائة.

## روايته للحديث النبوي
- سمع من: أبيه طاووس وأكثر عنه، و عكرمة، وعمرو بن شعيب، وعكرمة بن خالد المخزومي، وجماعة، ولم يأخذ عن أحد من الصحابة، ويسوغ أن يعد في صغار التابعين لتقدم وفاته.
- حدث عنه: ابن جريج، ومعمر، والثوري، وروح بن القاسم، ووهيب بن خالد، وسفيان بن عيينة، وآخرون.

## ثناء العلماء عليه
- وقال أبو حاتم بن حبان البستي: كان من خيار عباد الله فضلا ونسكا ودينا، يروي عن أبيه وعكرمة بن خالد، وروى عنه الثوري وابن عيينة، وقد تكلم فيه بعض الرافضة.
- وقال أحمد بن شعيب النسائي: ثقة مأمون، ومرة: ثقة.
- وقال أحمد بن صالح الجيلي: ثقة.
- وقال ابن أبي حاتم الرازي: ثقة.
- وقال ابن حجر العسقلاني: ثقة فاضل عابد.
- وقال الدارقطني: ثقة مأمون.
- وقال معمر بن راشد: ما رأيت ولد فقيه يشبه ابن طاوس، وكان أعلم الناس بالعربية وأحسنهم خلقا، وقال لي أيوب: إن كنت راحلا إلى أحد فعليك بابن طاووس.